# 2½
2½ (2 1/2) – trzeci album grupy muzycznej Oceán wydany w 1992 roku.

## Lista utworów
1. „Ráchel”
2. „Zvonění”
3. „Lék světu”
4. „Balada”
5. „Dávná zem”
6. „Létám”
7. „Z nás jsme ty někdo”
8. „V náladě”
9. „Jeden den”
10. „Aha”